# 日本鬼子
日本鬼子（中国語読み:リーベングイズ、拼音: rìběn guĭzi）は、主に中国語圏（中国・台湾・シンガポール・マレーシア・香港・マカオ）で使われる、日本人を指す蔑称である。これとほぼ同義の語に東洋鬼（ドンヤングイ、拼音: dōngyángguĭ）がある。

## 語義・類語
「鬼子」とは、もともと『聊斎志異』の「画皮」で記されている道士の魔物に対して使う蔑称であった。端的には魔物（悪魔）の意味であるが、現代日本語の語感とはやや異なり、邪悪なものは忌むべきものであるという思想があることから、中国では『鬼』が嫌悪される存在である。当初は中国大陸を侵略する西洋人に対して「鬼子」を用いていた。これはモンゴロイドと大きく異なるコーカソイドの顔立ちを忌み嫌って『魔物』として表現したものであった。
日清戦争以降、清王朝を破って近代化し西洋化した大日本帝国（日本）を、中華思想に基づく格下の存在である「倭奴」と表現しづらくなった。このため、西洋からの侵略者の意味である「洋鬼（ヤングイ）」に次ぐ存在となった日本人を「東洋鬼」と表現するようになったが、残忍な存在としての「鬼子」もこれに倣って、もっぱら日本人（しばしば日本兵）を指す言葉となった。
これには、恐怖と憎悪の両方の感情が込められていたが、現在では、元々西洋人の呼称であったという歴史的経緯などは、中華人民共和国ではあまり知られておらず、主として単なる日本人への罵り言葉として使われる。「鬼子」のみでも大抵は日本人を指すが、より明確にするために「日本鬼子」を使う。また小日本も、日本を侮蔑する言葉であるため、併せて「小日本鬼子（シャオリーベングイズ、拼音: xiǎo rìběn guǐzi）」も使われる。
なお、前述のように「洋鬼子」や「西洋鬼子」といえば西洋人を指すが、「仮鬼子」は魯迅の短編小説『阿Q正伝』の中で使われた言葉である。最初は外国人を装う中国人を形容したものだったが、途中から外国人に媚びる中国人を形容する言葉となった。また朝鮮人を蔑称で二鬼子というのは、鬼子の子分という意味である。

## 日本での認知
この「鬼子」という言葉は、2010年の尖閣諸島中国漁船衝突事件を受けて、中華人民共和国で発生した抗議デモにおいて「日本鬼子」のような形で頻繁に用いられ、多くの日本人が字句を目にした。
中国において「鬼」は幽霊など忌み嫌われ恐れられる存在であるが、日本人にとって「悪鬼」や「鬼畜」といった一種の強調を伴わない、日本語の「鬼」は、必ずしも否定的な意味でのみ用いられる字句ではない（例として「鬼に金棒」や「仕事の鬼」など）。
そのため、中国人の「鬼子」の語に込められた侮蔑の意図・感情は、日本人に伝わらないので実感されていないのが実情である。

### 萌えキャラ化
中国人が侮蔑目的で掲げているというのに、調べてみれば萌えキャラという状態にするため、検索エンジンの検索結果を萌えキャラで埋め尽くし、｢日本鬼子って萌えキャラ作って中国人を萌え萌えにしてやろうぜ｣とインターネット上で「日本鬼子（）」というキャラクターが作られた。2010年11月3日に、｢日本鬼子代表デザイン｣が決定され、｢日本鬼子代表デザイン決定記念式｣が開催された。その容姿は二本角、黒髪長髪、紅葉柄の着物、薙刀を携える姿の美少女で描かれることが多い。